# 안남면
안남면(安南面)은 대한민국 충청북도 옥천군에 있는 면이다.

## 행정 구역
- 도농리(道農里)
- 도덕리(道德里)
- 연주리(蓮舟里)
- 종미리(從薇里)
- 지수리(池水里)
- 청정리(淸亭里)
- 화학리(禾鶴里)